# Černelič
Černelič je priimek v Sloveniji, ki ga je po podatkih Statističnega urada Republike Slovenije na dan 1. januarja 2010 uporabljalo 163 oseb in je med vsemi priimki po pogostosti uporabe uvrščen na 2.728. mesto.

## Znani nosilci priimka
- Alenka Černelič Krošelj (*1973), etnologinja, muzealka (Brežice)
- Franc Černelič (*1944), politik (= zborovodja, skladatelj?)
- Ivana (Kozlevčar) Černelič (*1932), jezikoslovka slavistka